# 克拉克縣 (俄亥俄州)

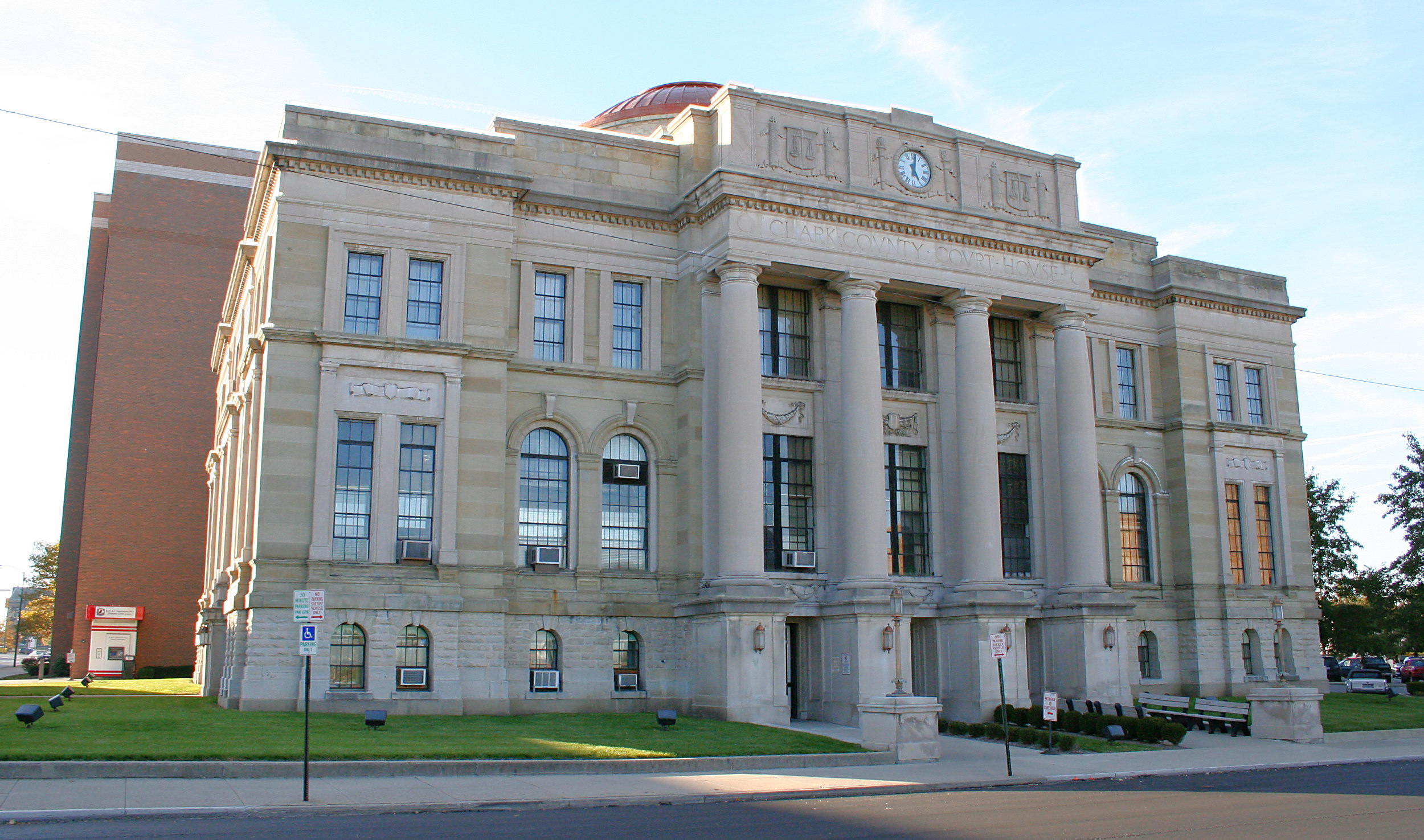
縣法院

克拉克縣（英語：Clark County）是位於美國俄亥俄州西部的一個縣。面積1,045平方公里。根據美國2000年人口普查，共有人口144,742人。縣治斯普林菲爾德（Springfield）。
成立於1818年3月1日。縣名紀念美國獨立戰爭將領喬治·羅傑茲·克拉克。